# 新疆理工学院
新疆理工学院是中华人民共和国的一所全日制本科公办省属普通高等学校，位于新疆维吾尔自治区，现有两个校区（分别位于阿克苏和乌鲁木齐）。
2002年8月，新疆大学科学技术学院成立，性质为民办独立学院；2019年，独立设置为公办的新疆理工学院。